# Les Ménechmes, ou Les Jumeaux
Les Ménechmes, ou Les Jumeaux és una comèdia en cinc actes, precedits d'un pròleg, de Jean-François Regnard, representada per primera vegada el divendres 4 de desembre de 1705.
L'escena té lloc a París, en una plaça pública.

## Personatges
Pròleg
- Apollon
- Mercure
- Plaute

Comèdia
- Ménechme, germà bessó
- El cavaller Menechme, germà bessó
- Démophon, pare d'Isabelle.
- Isabelle, amant del Cavaller
- Araminte, vella tia d'Isabelle, enamorada del Cavaller
- Finette, serventa d'Araminte.
- Valentin, criat del Cavaller
- Robertin, notari
- Un Marquès gascó
- Senyor Coquelet, mercader